# Fontana dei Catecumeni

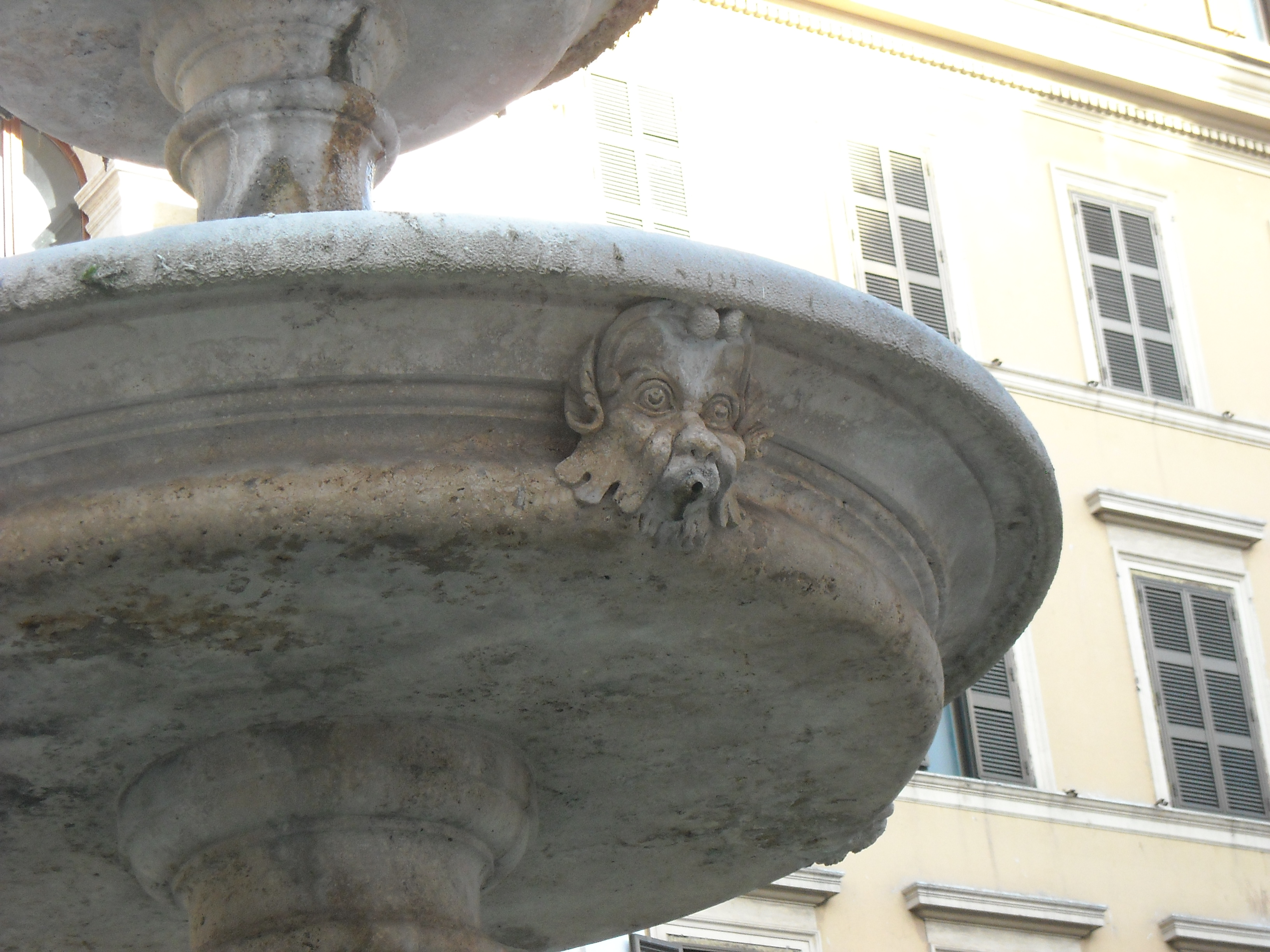
Particolare dei mascheroni

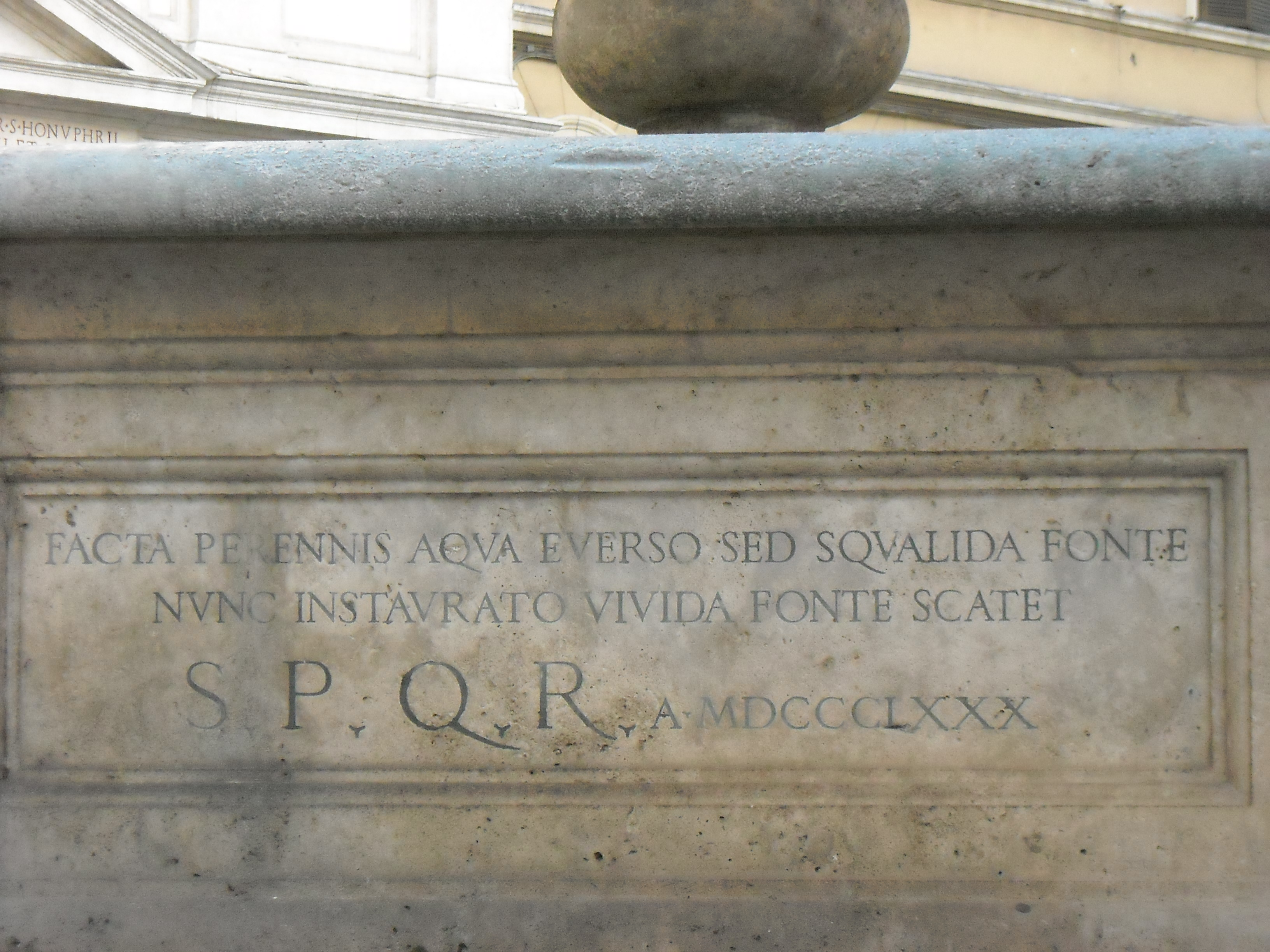
L'iscrizione a ricordo del restauro del 1880

La fontana dei Catecumeni è una fontana realizzata nel 1589 da Battista Rusconi su progetto di Giacomo Della Porta e sita in piazza della Madonna dei Monti nel rione Monti, a Roma.

## Storia
Terminato nel 1587 il restauro ed il ripristino dell'antico acquedotto alessandrino, chiamato da allora "Acquedotto Felice" dal nome di papa Sisto V, al secolo Felice Peretti, sotto il cui pontificato venne terminata l'opera. Come era stato fatto in precedenza per l'Aqua Virgo, furono iniziati i lavori per una ramificazione sotterranea secondaria del condotto, in modo da assicurare l'approvvigionamento idrico delle zone dei colli Viminale e Quirinale, allora scarsamente serviti, e venne di conseguenza progettata anche l'edificazione di un certo numero di fontane.

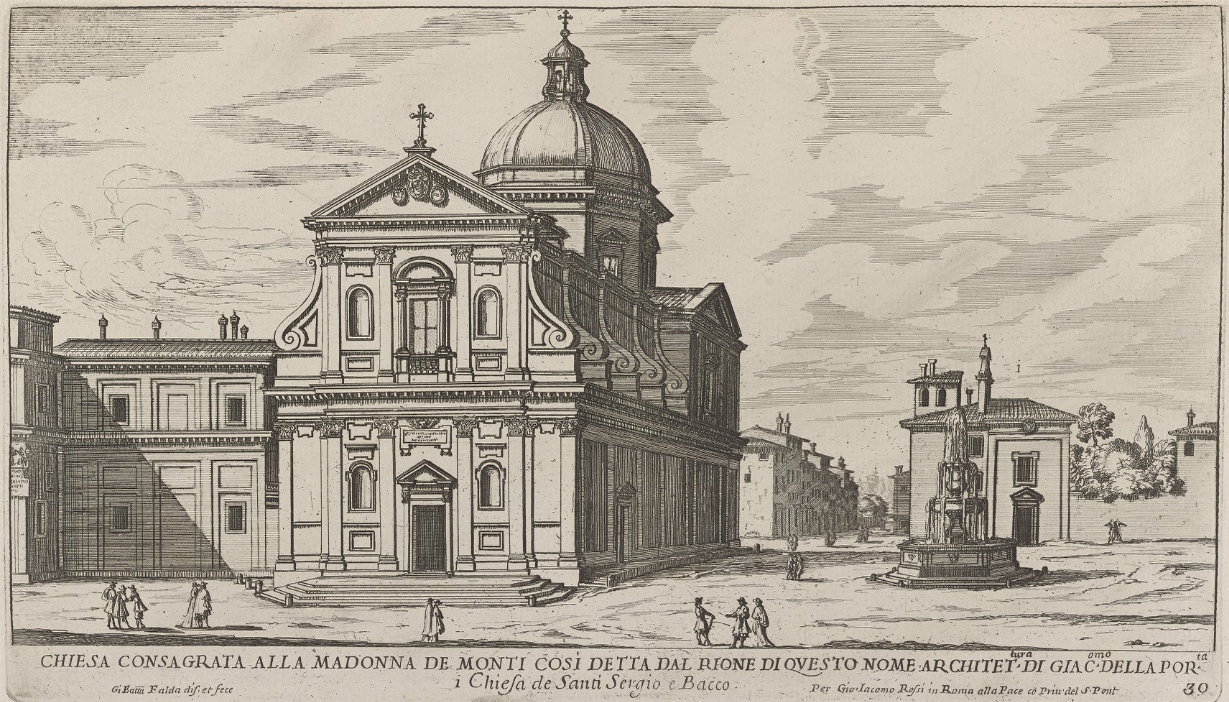
Veduta della Piazza di Giovanni Battista Falda (1667-1669)

Fu commissionata da Sisto V a Giacomo Della Porta (che nel 1580 aveva anche progettato l'omonima chiesa, su un lato della piazza), il quale ne progettò il disegno nel 1588, realizzato l'anno successivo da Battista Rusconi. La denominazione di fontana "dei catecumeni" le derivò dalla vicinanza del Collegio dei Neofiti, detto anche "dei catecumeni".
Verso la fine del XVII secolo, in occasione di un restauro ordinato da papa Innocenzo XI, il vaso sommitale fu sostituito con un secondo balaustro che tuttora sorregge un altro catino circolare più piccolo del primo, dal cui centro l'acqua zampilla.
Fu restaurata nel 1680 da papa Innocenzo XI, quindi dal comune di Roma: una prima volta nel 1879-80, quando si rivelò necessario a causa dello stato di degrado in cui versava, dovuto soprattutto al fatto di trovarsi in una piazza allora sede di mercato in un quartiere densamente popolato, e poi nel 1997, in occasione della ripavimentazione e pedonalizzazione della piazza stessa.

## Descrizione
Si tratta di una vasca ottagonale in travertino con i lati ornati da quattro stemmi alternati, due del pontefice e due del Comune. La vasca poggia su quattro gradini della stessa forma ottagonale, che hanno anche la funzione di livellamento orizzontale della piazza (che è in pendenza in direzione della chiesa), sistemati definitivamente nel 1595 da Girolamo de Rossi. Dalla vasca si innalza un balaustro che sorregge un catino circolare al centro del quale era posto originariamente un vaso dal quale zampillava l'acqua. Dalla bocca di quattro mascheroni posti sotto il catino inferiore l'acqua cade infine nella vasca ottagonale.